# Estación Empedrado
Empedrado es una estación de ferrocarril ubicada en la localidad Homónima del Departamento Homónimo en la Provincia de Corrientes, República Argentina. 

## Servicios
Se encuentra precedida por la Estación San Lorenzo y le sigue la Estación Manuel Derqui.